# 托坎廷斯州马里亚诺波利斯
托坎廷斯州马里亚诺波利斯（葡萄牙語：Marianópolis do Tocantins）是巴西托坎廷斯州的一个市镇。总面积2091.364平方公里，总人口4473人，人口密度2.1人/平方公里。